# Pilotrichella mauiensis
Pilotrichella mauiensis är en bladmossart som beskrevs av Georg Friedrich von Jaeger 1877. Pilotrichella mauiensis ingår i släktet Pilotrichella och familjen Meteoriaceae. Inga underarter finns listade i Catalogue of Life.